# Universiteit van Lincoln
De Universiteit van Lincoln (Engels: University of Lincoln) is een universiteit in de Britse stad Lincoln.

## Oorsprong
Hoewel de universiteit, in haar huidige vorm, pas sinds 2001 bestaat, gaat de voorgeschiedenis ervan terug tot de negentiende eeuw. De oorsprong van de universiteit ligt in Hull, waar een aantal onderwijsinstellingen, waaronder de Hull School of Art (opgericht 1861), The Hull Technical Institute (opgericht 1893), Endsleigh Training College (opgericht 1905) en The Hull Central College of Commerce (opgericht 1930), in 1976 fuseerde om samen de The Hull College of Higher Education te vormen. In 1983 werd deze instelling omgedoopt tot de Humberside College of Higher Education (HCHE), aangezien inmiddels veel van de opleidingen buiten Hull zelf werden onderwezen. Nadat het een aantal opleidingen in Grimsby had overgenomen, behaalde het de status van polytechnic in 1990. Een wetswijziging in 1992 maakte het mogelijk voor Britse polytechnics om zich om te vormen tot volledige universiteiten. De meeste polytechnics besloten om deze stap te nemen, waaronder ook het HCHE. En zo ontstond de University of Lincolnshire & Humberside (ULH).

## Recente geschiedenis

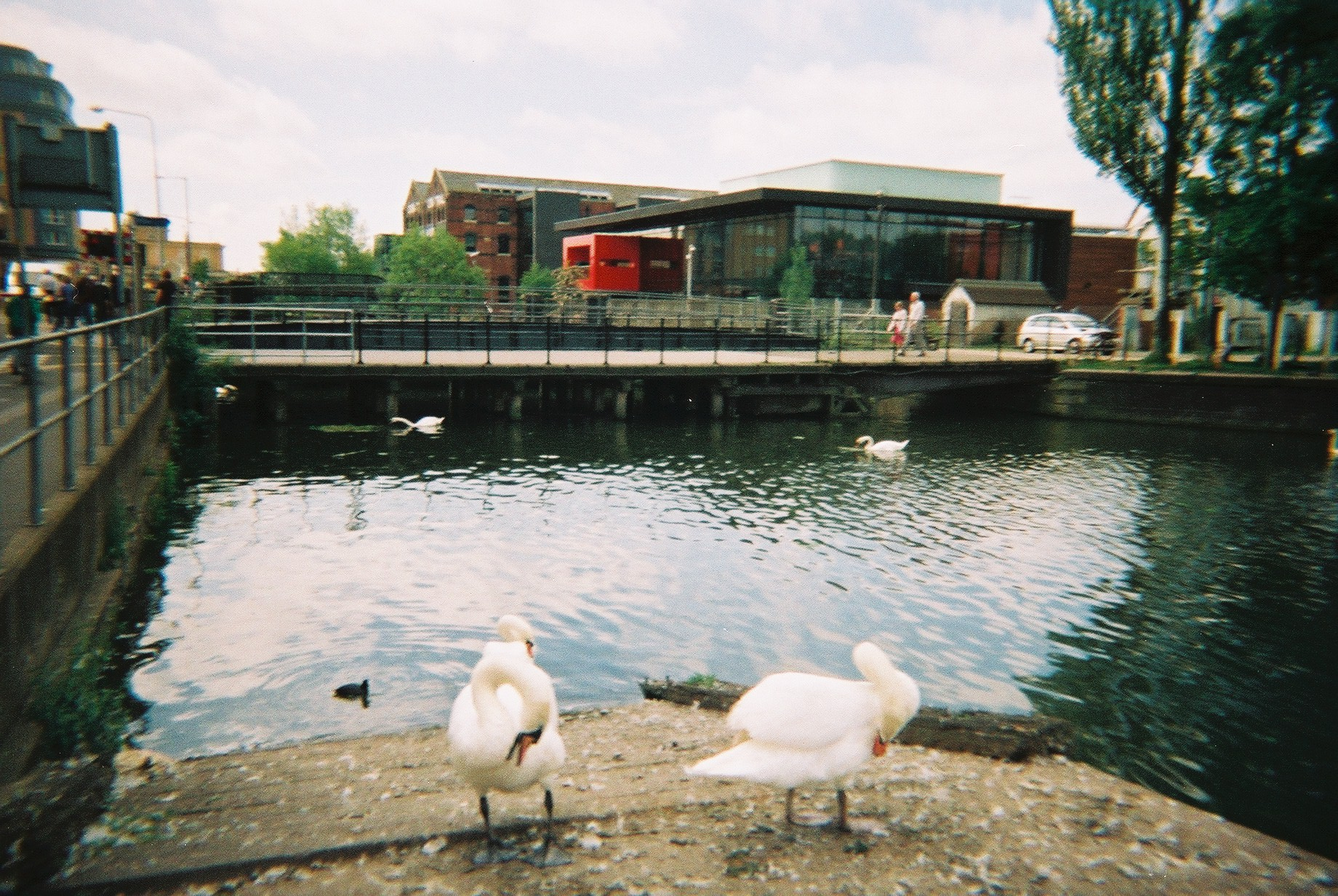
The Engine Shed op de nieuwe campus van de universiteit

Hoewel Lincoln al eeuwenlang een bekende kathedraalstad was in het Verenigd Koninkrijk, had de stad nooit eerder een eigen universiteit. Daarom werd besloten om in 1993 te beginnen aan de bouw van een volledige universiteitscampus op een groot braakliggend terrein ten zuiden van het stadscentrum. In 1996 was de campus klaar en werd deze geopend door Koningin Elizabeth II.
In 2001 nam de University of Lincolnshire & Humberside de in Lincoln gevestigde opleidingen van De Montfort University uit Leicester, de Lincoln School of Art & Design en drie locaties van de Lincolnshire School of Agriculture over. De opleidingen die de ULH in Grimsby had gevestigd werden in dezelfde periode naar Lincoln verhuisd.
Naast al deze veranderingen werd besloten om onder een nieuwe naam verder te gaan. Deze naam werd The University of Lincoln. Het nieuwe logo van de universiteit werd Minerva, de Romeinse Godin van de wijsheid.
Een nieuw faciliteitencomplex werd geopend op de campus in september 2006. The Engine Shed bestaat uit 4 bars, twee concertzalen en een aantal cafés en winkels. Ook bevinden zich in het nieuwe pand de kantoren van Lincoln Students' Union Co-operative, de aan de Universiteit gekoppelde, algemene studentenvereniging.